# David M. Allen
Pour les articles homonymes, voir Dave Allen et Allen.
David M. Allen, né le 29 juin 1953 à Twickenham, est un producteur de musique, ingénieur du son et musicien britannique. Il est essentiellement connu pour son travail avec des groupes de la mouvance new wave, synthpop ou rock gothique dans les années 1980 et 1990, comme The Cure, The Sisters of Mercy, The Human League, Depeche Mode, The Mission...
Souvent crédité sous le nom de Dave Allen, il ne doit pas être confondu avec Dave Allen, musicien du groupe Gang of Four.

## Biographie
Entre 1978 et 1980, David M. Allen fait partie du groupe Pinpoint formé par Arturo Bassick (issu du groupe punk The Lurkers) où il joue de la basse,. Pinpoint enregistre trois singles et un album avant de se séparer.
En 1981, Allen est ingénieur du son sur l'album Dare de The Human League qui contient le tube Don't You Want Me.
En 1983, il travaille sur le mixage du single The Lovecats de The Cure, débutant ainsi une longue collaboration avec le groupe. Il coproduira en effet tous les albums jusqu'en 1992.
Il est également le producteur de First and Last and Always, le premier album de The Sisters of Mercy sorti en 1985.